# Bia e Branca Feres
Beatriz (Bia) Moreira Feres e Branca Moreira Feres (Rio de Janeiro, 22 de fevereiro de 1988) é uma dupla de gêmeas nadadoras sincronizadas brasileiras. Em 2008, paralelo aos treinos, também iniciaram uma carreira como apresentadoras de televisão.

## Biografia
Bia e Branca Feres começaram a fazer natação e ginástica olímpica aos 3 anos. Com 7, entraram para o nado sincronizado. As irmãs tem poucas diferenças físicas, com Bia sendo 2 centímetros menor e um quilo mais leve que Branca. Ambas são torcedoras declaradas do Club de Regatas Vasco da Gama.

## Carreira esportiva
Foram campeãs brasileiras na categoria dueto infantil A e na categoria adulto por equipe, campeãs sul-americanas juvenil de dueto e adulto por equipe e conseguiram o segundo lugar no Pan-Americano Júnior de Orlando (2005). Foram alçadas à fama nos Jogos Pan-Americanos de 2007 no Rio, onde ganharam o bronze por equipes. As irmãs também foram medalha de bronze em dois abertos de nado sincronizado, e ouro nos Jogos Sul-Americanos de 2010. Em 2010, saíram da seleção brasileira para focar na carreira artística, competindo apenas pelo Tijuca Tênis Clube. Voltaram para a equipe em 2014, mirando uma possível vaga nos Jogos Olímpicos de Verão de 2016, a serem disputados no Rio. No meio-tempo se prepararam com preparador físico próprio, professora de balé e implantes de silicone para terem corpos mais firmes.
Bia e Branca competiram nos Jogos Olímpicos de 2016, com a equipe elas ficaram em 6º lugar com 171.9985 pontos.

## Carreira televisiva
Estrearam na MTV Brasil no final de 2008 com Dicas de Verão. Foram repórteres do programa Scrap MTV apresentado pela VJ MariMoon. No verão 2010 fizeram reportagens para o programa Viva! MTV. A atração que foi comandada por Marina Person entrou na grade 2010 e ficaram com o quadro fixo no semanal: Dicas Bia e Branca. No ano da copa, gravaram vários intervalos de no máximo um minuto com o nome Futebolísticas com Bia e Branca. No dia 2 de novembro, estrearam o programa Bia vs Branca, onde as VJs entram em uma disputa para ajudar dois participantes a conquistar uma garota. O programa começa com uma entrevista com a garota, passa pelo preparo dos participantes, com dicas e pequenas transformações, e chega aos encontros onde as dicas são colocadas em prática. No encontro final, a garota decide quem é o escolhido e, portanto, qual das duas sai vitoriosa. Já na estreia do Verão MTV 2011, estão a frente do tradicional Luau MTV com grandes personalidades da música que estrou no dia 11 de janeiro. Estrearam o programa Balada MTV em dezembro 2011, onde rodavam o Brasil em busca das melhores festas de verão.
Em 5 de março de 2013, assinaram com a TV Bandeirantes, onde substituíram Paloma Tocci, no comando do Deu Olé!, juntamente com Denílson e Felipe Andreoli, mas depois a atração foi extinta. Em outubro de 2013, foi anunciado a contratação de Bia e Branca pelo canal VH1 Brasil para apresentarem o programa 40 Coisas.. Em 2017, foram contratadas pelo canal Fox Sports para serem apresentadoras do Fox Sports Show e do Fox Workout-Dia de Treino, que estreou em 01 de julho. Em 2018, os dois programas foram extintos e elas dispensadas. Em 2019, as duas se dividiram em funções diferentes na TV: Bia participou da 5° temporada do reality show Dancing Brasil, na RecordTV e Branca foi convidada pela Band para ser repórter da cobertura jornalística dos Jogos Pan-Americanos de 2019, pelo canal BandSports.

## Filmografia

### Televisão
| Ano            | Título             | Cargo                     | Notas                                          |
| -------------- | ------------------ | ------------------------- | ---------------------------------------------- |
| 1993           | Mulheres de Areia  | Ruth e Raquel (crianças)  | Episódio: "1 de fevereiro" [carece de fontes?] |
| 2008           | Duas Caras         | Lucinha e Luli            | Episódios: "20–26 de fevereiro"                |
| 2008           | Dicas de Verão MTV | Apresentadoras            |                                                |
| 2009–10        | Scrap MTV          | Repórteres                |                                                |
| 2010           | MTV Bia vs Branca  | Apresentadoras            |                                                |
| 2010           | Viva! MTV          | Repórteres                |                                                |
| 2011           | Luau MTV           | Apresentadoras            |                                                |
| 2011–12        | Balada MTV         | Apresentadoras            |                                                |
| 2012           | Cheias de Charme   | Tainá e Tanise            | Episódio: "28 de setembro"                     |
| 2013           | 40 Coisas VH1      | Apresentadoras            |                                                |
| 2013           | Deu Olé!           | Apresentadoras            |                                                |
| 2014–15        | Vídeo Show         | Repórteres                |                                                |
| 2017           | Fox Sports Show    | Repórteres                |                                                |
| 2017–18        | Fox Workout        | Apresentadoras            |                                                |
| 2019           | Dancing Brasil     | Participante (apenas Bia) | Temporada 5                                    |
| 2019           | Pan BandSports     | Repórter (apenas Branca)  |                                                |
| 2020– presente | Lado B             | Apresentadoras            |                                                |